# Llista d'himnes
A continuació es presenta una llista dels himnes nacionals i regionals de cada territori. La llista està ordenada pel nom del país, això no obstant, us aconsellem utilitzar el cercador del vostre navegador.

## A
| Senyera                          | País o Regió                                | Nom de l'himne | Àudio                                                                                         |
| -------------------------------- | ------------------------------------------- | --- | --------------------------------------------------------------------------------------------- |
| Acàdia                           | Acàdia                                      | Ave Maris Stella | Escoltar Arxivat 2007-09-27 a Wayback Machine.                                                |
| Afganistan                       | Afganistan                                  | Himne nacional de l'Afganistan                                                                                         |                                                                                               |
| Albània                          | Albània                                     | Hymni i Flamurit (Himne de la Senyera)                                                                                 |                                                                                               |
| Alemanya                         | Alemanya                                    | Das Lied der Deutschen (Cançó dels alemanys)                                                                           |                                                                                               |
| Algèria                          | Algèria                                     | Kassaman (Nosaltres Prometem)                                                                                          |                                                                                               |
| Alsàcia                          | Alsàcia                                     | Elsässisches Fahnenlied (La Cançó de la Senyera d'Alsàcia)                                                             | Escoltar                                                                                      |
| Andalusia                        | Andalusia                                   | La bandera blanca y verde (La senyera blanca i verda)                                                                  |                                                                                               |
| Andorra                          | Andorra                                     | El Gran Carlemany | Escoltar Arxivat 2007-10-24 a Wayback Machine.                                                |
| Anglaterra                       | Anglaterra                                  | God Save the King (Déu Protegeixi el Rei) Land of Hope and Glory (Terra d'Esperança i Glòria)                          |                                                                                               |
| Angola                           | Angola                                      | Angola Avante (Endavant Angola!)                                                                                       |                                                                                               |
| Anguilla                         | Anguilla                                    | God Bless Anguilla (Déu Beneixca Anguilla)                                                                             | Escoltar                                                                                      |
| Antigua i Barbuda                | Antigua i Barbuda                           | Fair Antigua, We Salute Thee (Antigua Bonica, Vos Saludem)                                                             |                                                                                               |
| Antilles neerlandeses            | Antilles Neerlandeses                       | Anthem without a title (Himne sense títol)                                                                             | Escoltar                                                                                      |
| Aràbia Saudí                     | Aràbia Saudita                              | Aash Al Maleek (La reial salutació saudí)                                                                              |                                                                                               |
| Aragó                            | Aragó                                       | Himne d'Aragó | Escoltar                                                                                      |
| Argentina                        | Argentina                                   | Himne Nacional Argentí                                                                                                 |                                                                                               |
| Armènia                          | Armènia                                     | Mer Hairenik (La Nostra Pàtria)                                                                                        |                                                                                               |
| Aruba                            | Aruba                                       | Aruba Dushi Tera (Aruba, Preciós País)                                                                                 |                                                                                               |
| Assíria                          | Assíria                                     | Rumrama | Escoltar Arxivat 2010-09-26 a Wayback Machine.                                                |
| Astúries                         | Astúries                                    | Asturias, patria querida (Astúries, Pàtria Volguda)                                                                    |                                                                                               |
| Austràlia                        | Austràlia                                   | Advance Australia Fair [Oficial] Waltzing Matilda [No oficial] God Save the King [Reial]                               |                                                                                               |
| Àustria                          | Àustria                                     | Land der Berge, Land am Strome (Terra de Muntanyes, Terra en el riu)                                                   |                                                                                               |
| Azerbaidjan                      | Azerbaidjan                                 | Azərbaycan marşı (Marxa de l'Azerbaidjan)                                                                              |                                                                                               |
| B                                |                                             | |                                                                                               |
| Bahames                          | Bahames                                     | March On, Bahamaland (Marxa endavant, Bahames)                                                                         | Escoltar                                                                                      |
| Bahrain                          | Bahrain                                     | Bahrainona (La nostra Bahrain)                                                                                         | Escoltar                                                                                      |
| Bangladesh                       | Bangladesh                                  | Amar Shonar Bangla (La Meva Daurada Bengal)                                                                            | Escoltar                                                                                      |
| Barbados                         | Barbados                                    | In Plenty and In Time of Need (En l'Abundància i en la Pobresa)                                                        | Escoltar                                                                                      |
| Baviera                          | Baviera                                     | Bayernhymne (Gott mit Dir Du Land der Bayern) (Himne de Baviera / Dèu està amb tú, Terra de Baviera)                   | Escoltar Arxivat 2006-07-16 a Wayback Machine.                                                |
| Bèlgica                          | Bèlgica                                     | La Brabançonne (La cançó de Brabant)                                                                                   | Escoltar                                                                                      |
| Belize                           | Belize                                      | Land of the Free (Terra dels Lliures)                                                                                  | Escoltar                                                                                      |
| Benín                            | Benín                                       | L'Aube Nouvelle (L'alba d'un Nou Dia)                                                                                  | Escoltar                                                                                      |
| Bermudes                         | Bermudes                                    | God Save the King [Oficial] (Déu Protegeixi el Rei) Hail to Bermuda [No oficial] (Aclamació a les Bermudes)            | Escoltar                                                                                      |
| Bhutan                           | Bhutan                                      | Druk tsendhen (El Trò del Drac del Regne)                                                                              | Escoltar Arxivat 2007-01-04 a Wayback Machine.                                                |
| Biafra                           | Biafra                                      | Land of the Rising Sun (La Terra del Sol Naixent)                                                                      | Accedir                                                                                       |
| Belarús                          | Belarús                                     | Мы, беларусы (Mi, Bielarusi, Nosaltres, belarussos)                                                                    | Escoltar                                                                                      |
| Bolívia                          | Bolívia                                     | Bolivianos, el hado propicio (Bolivians, el fat propici)                                                               | Escoltar Arxivat 2006-08-16 a Wayback Machine.                                                |
| Bonaire                          | Bonaire                                     | Tera di Solo y suave biento (La Terra del Sol i del Vent Suau)                                                         |                                                                                               |
| Bòsnia i Herzegovina             | Bòsnia i Hercegovina                        | Intermeco Jedna i Jedina [Himne antic] (Una i Única)                                                                   | Escoltar                                                                                      |
| Botswana                         | Botswana                                    | Fatshe leno la rona (Beneïda És Aquesta Noble Terra)                                                                   | Escoltar                                                                                      |
| Brasil                           | Brasil                                      | Hino Nacional Brasileiro (Himne Nacional Brasiler)                                                                     | Escoltar                                                                                      |
| Bretanya                         | Bretanya                                    | Bro Gozh ma Zadoù (La Terra Dels Meus Pares)                                                                           | Escoltar Arxivat 2006-06-14 a Wayback Machine.                                                |
| Brunei                           | Brunei                                      | Allah Peliharakan Sultan (Déu Beneeixi El Soldà)                                                                       | Escoltar                                                                                      |
| Bulgària                         | Bulgària                                    | Mila Ròdino (Benvolguda Terra Natal)                                                                                   | Escoltar                                                                                      |
| Burkina Faso                     | Burkina Faso                                | Une Seule Nuit (Una Única Nit)                                                                                         | Escoltar                                                                                      |
| Burundi                          | Burundi                                     | Burundi bwacu (Estimat Burundi)                                                                                        | Escoltar Arxivat 2007-09-27 a Wayback Machine.                                                |
| C                                |                                             | |                                                                                               |
| Cambodja                         | Cambodja                                    | Nokoreach | Escoltar Arxivat 2007-09-27 a Wayback Machine.                                                |
| Camerun                          | Camerun                                     | Chant de Ralliement | Escoltar                                                                                      |
| Canadà                           | Canadà                                      | O Canada God Save the King [Reial]                                                                                     | Escoltar                                                                                      |
| Illes Canàries                   | Canàries                                    | Pasdoble Islas Canarias [Popular] Arrorró [Oficial]                                                                    | Escoltar Arxivat 2015-10-25 a Wayback Machine. Escoltar Arxivat 2006-10-28 a Wayback Machine. |
| Cantàbria                        | Cantàbria                                   | Himno a la Montaña (Himne a la Muntanya)                                                                               | Escoltar Arxivat 2007-09-28 a Wayback Machine.                                                |
| Cap Verd                         | Cap Verd                                    | Cântico da Liberdade (Càntic de la Llibertat)                                                                          | Escoltar Arxivat 2007-09-27 a Wayback Machine.                                                |
| Catalunya                        | Catalunya                                   | Els Segadors |                                                                                               |
| Ceuta                            | Ceuta                                       | Himne de Ceuta | Escoltar Arxivat 2006-02-12 a Wayback Machine.                                                |
| Ciutat del Vaticà                | Ciutat del Vaticà                           | Inno e Marcia Pontificale (Himne i marxa pontifical)                                                                   | Escoltar                                                                                      |
| Colòmbia                         | Colòmbia                                    | Oh Gloria Inmarcesible (Oh! Glòria Immarcescible)                                                                      | Escoltar Arxivat 2007-06-07 a Wayback Machine.                                                |
| Comores                          | Comores                                     | Udzima wa ya Masiwa (La Unió de les Grans Illes)                                                                       | Escoltar                                                                                      |
| Corea del Nord                   | Corea del Nord                              | Aegukka (La cançó patriòtica)                                                                                          | Escoltar Arxivat 2006-12-27 a Wayback Machine.                                                |
| Corea del Sud                    | Corea del Sud                               | Aegukga (La cançó patriòtica)                                                                                          | Escoltar Arxivat 2007-09-29 a Wayback Machine.                                                |
| Cornualla                        | Cornualla                                   | Bro Goth Agan Tasow Trelawny [Popular]                                                                                 | Escoltar                                                                                      |
| Còrsega                          | Còrsega                                     | Dio vi Salve Regina (Déu Protegeixi la Reina, Himne a la Verge Maria)                                                  | Escoltar Arxivat 2006-09-06 a Wayback Machine.                                                |
| Costa d'Ivori                    | Costa d'Ivori                               | L'Abidjanaise (Cançó d'Abidjan)                                                                                        | Escoltar                                                                                      |
| Costa Rica                       | Costa Rica                                  | Noble patria, tu hermosa bandera (Noble pàtria, la teva bella senyera)                                                 | Escoltar                                                                                      |
| Croàcia                          | Croàcia                                     | Lijepa naša domovino (La Nostra Bella Pàtria)                                                                          | Escoltar                                                                                      |
| Cuba                             | Cuba                                        | La Bayamesa | Escoltar Arxivat 2006-09-06 a Wayback Machine.                                                |
| Curaçao                          | Curaçao                                     | Himno di Kòrsou |                                                                                               |
| D                                |                                             | |                                                                                               |
| Dinamarca                        | Dinamarca                                   | Der er et yndigt land [Civil] (Aquesta és la Meva Estimada Terra) Kong Kristian [Reial] (El Rei Christian)             | Escoltar Arxivat 2006-06-19 a Wayback Machine. Escoltar                                       |
| Djibouti                         | Djibouti                                    | Djibouti | Escoltar                                                                                      |
| Dominica                         | Dominica                                    | Illa de Bellesa, Illa de l'Esplendor                                                                                   | Escoltar                                                                                      |
| E                                |                                             | |                                                                                               |
| Egipte                           | Egipte                                      | Bilady, Bilady, Bilady (La Meva Pàtria, La Meva Pàtria, La Meva Pàtria)                                                | Escoltar                                                                                      |
| El Salvador                      | El Salvador                                 | Saludemos la Patria orgullosos (Saludem la Pàtria Orgullosos)                                                          | Escoltar                                                                                      |
| Emirats Àrabs Units              | Emirats Àrabs Units                         | Ishy Bilady (Llarga vida per a la meva pàtria)                                                                         | Escoltar                                                                                      |
| Equador                          | Equador                                     | ¡Salve, oh Patria! | Escoltar Arxivat 2005-11-20 a Wayback Machine.                                                |
| Eritrea                          | Eritrea                                     | Ertra, Ertra, Ertra (Eritrea, Eritrea, Eritrea)                                                                        | Escoltar                                                                                      |
| Escòcia                          | Escòcia                                     | Flower of Scotland (Flor d'Escòcia) Scotland the Brave                                                                 | Escoltar Arxivat 2011-06-06 a Wayback Machine. Escoltar Arxivat 2006-12-11 a Wayback Machine. |
| Eslovàquia                       | Eslovàquia                                  | Nad Tatrou sa blýska                                                                                                   | Escoltar Arxivat 2006-11-10 a Wayback Machine.                                                |
| Eslovènia                        | Eslovènia                                   | Zdravljica (Un brindis) Naprej zastava slave (Endavant, la senyera de la glòria) [Himne antic]                         | Escoltar Arxivat 2007-02-06 a Wayback Machine.                                                |
| Espanya                          | Espanya                                     | Marcha Real (Marxa Reial) Himne de Riego [IIa República]                                                               | Escoltar Arxivat 2009-03-04 a Wayback Machine. Escoltar                                       |
| Esperanto                        | Esperantio                                  | La Espero (L' Esperança)                                                                                               | Escoltar Arxivat 2006-06-18 a Wayback Machine.                                                |
| Estats Confederats d'Amèrica     | Estats Confederats d'Amèrica                | God Save the South (Déu Protegeixi el Sud) [No oficial] Dixie [Popular]                                                | Escoltar Arxivat 2006-09-03 a Wayback Machine. Escoltar Arxivat 2006-03-05 a Wayback Machine. |
| Estats Federats de Micronèsia    | Estats Federats de Micronèsia               | Patriots of Micronesia (Patriotes de Micronèsia)                                                                       | Escoltar                                                                                      |
| Estats Units d'Amèrica           | Estats Units                                | The Star-Spangled Banner (La senyera de barres i estrelles)                                                            | Escoltar                                                                                      |
| Estònia                          | Estònia                                     | Mu isamaa, mu õnn ja rõõm (La Meva Terra Nativa, El Meu Orgull i Alegria)                                              | Escoltar                                                                                      |
| Etiòpia                          | Etiòpia                                     | Wodefit Gesgeshi, Widd Innat Ityopp'ya (Endavant, Estimada Mare Etiòpia)                                               | Escoltar                                                                                      |
|                                  | Extremadura                                 | Himne d'Extremadura | Escoltar Arxivat 2007-09-28 a Wayback Machine.                                                |
| F                                |                                             | |                                                                                               |
| Fiji                             | Fiji                                        | God Bless Fiji (Què Déu Beneeixi Fiji)                                                                                 | Escoltar                                                                                      |
| Illes Filipines                  | Filipines                                   | Lupang Hinirang | Escoltar                                                                                      |
| Finlàndia                        | Finlàndia                                   | Maamme/Vårt land (La Nostra Terra)                                                                                     | Escoltar                                                                                      |
| Flandes                          | Flandes                                     | De Vlaamse Leeuw (El Lleó Flamenc)                                                                                     | Escoltar Arxivat 2006-05-03 a Wayback Machine.                                                |
| França                           | França                                      | La Marseillaise (La Marsellesa)                                                                                        | Escoltar Arxivat 2007-03-20 a Wayback Machine.                                                |
| Frísia Oriental                  | Frísia                                      | De âlde Friezen (El Vell Frisó)                                                                                        | Escoltar                                                                                      |
| G                                |                                             | |                                                                                               |
| Gabon                            | Gabon                                       | La Concorde (La Concòrdia)                                                                                             | Escoltar                                                                                      |
| Gal·les                          | Gal·les                                     | Hen Wlad Fy Nhadau (La terra dels meus pares)                                                                          | Escoltar Arxivat 2006-11-04 a Wayback Machine.                                                |
| Galícia                          | Galícia                                     | Os Pinos (Les Arracades)                                                                                               | Escoltar Arxivat 2007-01-14 a Wayback Machine.                                                |
| Gàmbia                           | Gàmbia                                      | For The Gambia Our Homeland (Per Gàmbia la nostra Pàtria)                                                              | Escoltar                                                                                      |
| Geòrgia                          | Geòrgia                                     | Tavisupleba (Llibertat) Dideba zetsit kurtheuls [Antic]                                                                | Escoltar                                                                                      |
| Ghana                            | Ghana                                       | God Bless Our Homeland Ghana (Déu Beneeixi la Nostra Ghana)                                                            | Escoltar                                                                                      |
| Gibraltar                        | Gibraltar                                   | Gibraltar Anthem (Himne de Gibraltar)                                                                                  | Escoltar                                                                                      |
| Grècia                           | Grècia                                      | Ύμνος εις την Ελευθερίαν (Himne a la Llibertat)                                                                        | Escoltar                                                                                      |
| Grenada                          | Grenada                                     | Hail Grenada (Salut Grenada!)                                                                                          | Escoltar Arxivat 2007-09-27 a Wayback Machine.                                                |
| Groenlàndia                      | Groenlàndia                                 | Nunarput utoqqarsuanngoravit (La Nostra Antiga Terra!)                                                                 | Escoltar                                                                                      |
| Groningen                        | Groningen                                   | Grunnens Laid | Escoltar Arxivat 2016-11-17 a Wayback Machine.                                                |
| Guam                             | Guam                                        | Fanoghe Chamorro | Escoltar Arxivat 2007-09-27 a Wayback Machine.                                                |
| Guatemala                        | Guatemala                                   | Guatemala Feliz (Guatemala Feliç)                                                                                      | Escoltar                                                                                      |
| Guernsey                         | Guernsey                                    | Sarnia Cherie | Escoltar Arxivat 2007-03-12 a Wayback Machine.                                                |
| Guinea-Bissau                    | Guinea Bissau                               | Esta é a Nossa Pátria Bem Amada (Aquesta és la nostra benvolguda pàtria)                                               | Escoltar                                                                                      |
| Guinea Equatorial                | Guinea Equatorial                           | Caminemos pisando la senda (Caminem xafant el sender)                                                                  | Escoltar                                                                                      |
| Guyana                           | Guyana                                      | Dear Land of Guyana, of Rivers and Plains (Estimada Terra de Guyana, de rius i planures)                               | Escoltar                                                                                      |
| H                                |                                             | |                                                                                               |
| Haití                            | Haití                                       | La Dessalinienne | Escoltar                                                                                      |
| Hawaii                           | Hawaii                                      | Hawai'i Pono'i | Escoltar                                                                                      |
|                                  | Hondures                                    | Tu bandera es un lampo de cielo (La teva senyera és un llampec de cel)                                                 | Escoltar                                                                                      |
| Hongria                          | Hongria                                     | Isten, áldd meg a magyart (Beneeix l'hongarès, oh Déu!)                                                                | Escoltar                                                                                      |
| I                                |                                             | |                                                                                               |
| Iemen                            | Iemen                                       | United Republic (República Unida)                                                                                      | Escoltar                                                                                      |
| Iemen                            | Illa de la Reunió                           | P'tite fleur aimée (Petita Flor Estimada)                                                                              | Escoltar Arxivat 2007-10-09 a Wayback Machine.                                                |
| Åland                            | Illes Åland                                 | Ålänningens sång (La Cançó dels Ålandesos)                                                                             | Escoltar Arxivat 2005-12-19 a Wayback Machine.                                                |
| Illes Balears                    | Illes Balears                               | Música institucional del Govern de les Illes Balears                                                                   | Escoltar Arxivat 2011-11-25 a Wayback Machine.                                                |
| Illes Balears                    | Illes Caiman                                | Beloved Isles Cayman (Estimades Illes Caiman)                                                                          | Escoltar Arxivat 2007-09-27 a Wayback Machine.                                                |
| Illes Cook                       | Illes Cook                                  | Te Atua Mou E | Escoltar                                                                                      |
| Illes Fèroe                      | Illes Fèroe                                 | Tú alfagra land mítt (Oh! Illes Fèroe, El meu estimat tresor)                                                          | Escoltar Arxivat 2006-08-29 a Wayback Machine.                                                |
| Illes Marshall                   | Illes Marshall                              | Forever Marshall Islands (Illes Marshall per sempre)                                                                   | Escoltar                                                                                      |
| Illes Salomó                     | Salomó                                      | God Save Our Solomon Islands (Déu protegeixi les nostres Illes Salomó)                                                 | Escoltar Arxivat 2007-09-27 a Wayback Machine.                                                |
| Illes Verges Britàniques         | Illes Verges Britàniques                    | God Save the King (Déu protegeixi el Rei)                                                                              | Escoltar                                                                                      |
| Illes Verges                     | Illes Verges Nord-americanes.               | Virgin Islands March (Marxa de les Illes Verges)                                                                       | Escoltar                                                                                      |
| Món                              | Imperi Persa                                | Salamatih Shah |                                                                                               |
| Índia                            | Índia                                       | Jana Gana Mana | Escoltar                                                                                      |
| Indonèsia                        | Indonèsia                                   | Indonesia Raya (Gran Indonèsia)                                                                                        | Escoltar                                                                                      |
| Iran                             | Iran                                        | Sorud-e Melli-e Iran, Imperial Salute (Himne formal)                                                                   | Escoltar                                                                                      |
| Iraq                             | Iraq                                        | Mawtini (La Meva Pàtria)                                                                                               | Escoltar                                                                                      |
| Irlanda del Nord                 | Irlanda del Nord                            | God Save the King (Déu salvi el Rei) Londonderry Air                                                                   | Escoltar                                                                                      |
| Islàndia                         | Islàndia                                    | Lofsöngur (Himne) | Escoltar                                                                                      |
| Israel                           | Israel                                      | התקווה (L'esperança)                                                                                                   | Escoltar                                                                                      |
| Itàlia                           | Itàlia                                      | Il Canto degli Italiani (La cançó dels italians) – També coneguda com: Fratelli d'Italia i l'Inno di Mameli            | Escoltar                                                                                      |
| Regne de Iugoslàvia              | Iugoslàvia                                  | Hej Sloveni (Ei! Eslaus!)                                                                                              | Escoltar Arxivat 2007-09-26 a Wayback Machine.                                                |
| J                                |                                             | |                                                                                               |
| Jamaica                          | Jamaica                                     | Jamaica, Land We Love (Jamaica, la terra que estimem)                                                                  | Escoltar                                                                                      |
| Japó                             | Japó                                        | Kimi Ga Yo | Escoltar                                                                                      |
| Jersey                           | Jersey                                      | God Save the King (Déu Protegeixi el Rei) [Oficial] Ma Normandie (La Meva Normandia) [Ocasionalment Oficial]           | Escoltar Arxivat 2006-07-13 a Wayback Machine.                                                |
| Jordània                         | Jordània                                    | As-salam al-malaki al-urdoni (Himne reial jordà)                                                                       | Escoltar                                                                                      |
| K                                |                                             | |                                                                                               |
| Kazakhstan                       | Kazakhstan                                  | Himne del Kazakhstan                                                                                                   | Escoltar                                                                                      |
| Kenya                            | Kenya                                       | Ee Mungu Nguvu Yetu (Oh! Déu de tota la creació)                                                                       | Escoltar                                                                                      |
| Kirguizstan                      | Kirguizstan                                 | Himne de la República del Kirguizstan                                                                                  | Escoltar                                                                                      |
| Kiribati                         | Kiribati                                    | Teirake kaini Kiribati (Resisteix Kiribati)                                                                            | Escoltar                                                                                      |
| Kurdistan                        | Kurdistan                                   | Ey Reqîb (Ei, Enemic)                                                                                                  | Escoltar Arxivat 2006-07-03 a Wayback Machine.                                                |
| Kuwait                           | Kuwait                                      | Al-Nasheed Al-Watani                                                                                                   | Escoltar                                                                                      |
| L                                |                                             | |                                                                                               |
| Laos                             | Laos                                        | Pheng Xat Lao (Himne de la gent de Laos)                                                                               | Escoltar                                                                                      |
| Lesotho                          | Lesotho                                     | Lesotho Fatse La Bontata Rona                                                                                          | Escoltar Arxivat 2007-09-27 a Wayback Machine.                                                |
| Letònia                          | Letònia                                     | Dievs, svētī Latviju (Déu protegeixi Letònia)                                                                          | Escoltar                                                                                      |
| Líban                            | Líban                                       | Koullouna Lilouataan Lil Oula Lil Alam (Tots nosaltres! Pel país, per la senyera i la glòria)                          | Escoltar                                                                                      |
| Libèria                          | Libèria                                     | All Hail, Liberia, Hail!                                                                                               | Escoltar                                                                                      |
| Líbia                            | Líbia                                       | Libya, Libya, Libya (Líbia, Líbia, Líbia)                                                                              | Escoltar                                                                                      |
| Liechtenstein                    | Liechtenstein                               | Oben am jungen Rhein                                                                                                   | Escoltar Arxivat 2007-09-26 a Wayback Machine.                                                |
| Lituània                         | Lituània                                    | Tautiška giesmė (La cançó nacional)                                                                                    | Escoltar                                                                                      |
| Livònia                          | Livònia                                     | Min izāmō, min sindimō (La meva pàtria)                                                                                |                                                                                               |
| Luxemburg                        | Luxemburg                                   | Ons Hémécht (La nostra pàtria)                                                                                         | Escoltar                                                                                      |
| M                                |                                             | |                                                                                               |
| Macedònia Grega                  | Macedònia                                   | Μακεδονία ξακουστή | Escoltar                                                                                      |
| Macedònia del Nord               | Macedònia del Nord                          | Denes nad Makedonija                                                                                                   | Escoltar                                                                                      |
| Madagascar                       | Madagascar                                  | Ry Tanindraza nay malala ô (Oh, La nostra benvolguda pàtria)                                                           | Escoltar                                                                                      |
| Comunitat Autònoma de Madrid     | Madrid                                      | Himne de la Comunitat de Madrid                                                                                        | Accedir                                                                                       |
| Malàisia                         | Malàisia                                    | Negara Ku (El meu país)                                                                                                | Escoltar Arxivat 2007-02-25 a Wayback Machine.                                                |
| Malawi                           | Malawi                                      | Mlungu dalitsani Malawi (Oh!, Déu beneeix la nostra terra de Malawi)                                                   | Escoltar                                                                                      |
| Maldives                         | Maldives                                    | Gavmii mi ekuverikan matii tibegen kuriime salaam (Des de la unitat nacional, saludem la nostra Nació)                 | Escoltar                                                                                      |
| Mali                             | Mali                                        | Pour l'Afrique et pour toi, Mali (Per Àfrica i per tú, Mali)                                                           | Escoltar Arxivat 2007-03-12 a Wayback Machine.                                                |
| Mallorca                         | Mallorca                                    | La Balanguera | Escoltar Arxivat 2007-09-27 a Wayback Machine.                                                |
| Malta                            | Malta                                       | L-Innu Malti (El himne Maltés)                                                                                         | Escoltar                                                                                      |
| Illa de Man                      | Man                                         | Arrane Ashoonagh dy Vannin (Himne nacional de l'Illa de Man)                                                           | Escoltar Arxivat 2007-03-12 a Wayback Machine.                                                |
| Marroc                           | Marroc                                      | Hymne Cherifien | Escoltar                                                                                      |
| Maurici                          | Maurici                                     | Motherland (Mare Pàtria)                                                                                               | Escoltar                                                                                      |
| Mauritània                       | Mauritània                                  | Himne Nacional de Mauritània                                                                                           | Escoltar                                                                                      |
| Melilla                          | Melilla                                     | Himne de Melilla |                                                                                               |
| Mèxic                            | Mèxic                                       | Himno Nacional Mexicano (Himne nacional mexicà)                                                                        | Escoltar                                                                                      |
| Moçambic                         | Moçambic                                    | Pátria Amada Viva, Viva a FRELIMO [Himne antic]                                                                        | Escoltar Arxivat 2007-03-12 a Wayback Machine.                                                |
| Mònaco                           | Mònaco                                      | Hymne Monégasque (Himne Monegasc)                                                                                      | Escoltar                                                                                      |
| Mongòlia                         | Mongòlia                                    | Bügd Nairamdakh Mongol                                                                                                 | Escoltar Arxivat 2007-03-12 a Wayback Machine.                                                |
| Montenegro                       | Montenegro                                  | Oj, svijetla majska zoro (Oh!, alba brillant de maig) Onamo, 'namo! [Reial] Ubavoj nam Crnoj Gori [Antic]              |                                                                                               |
| Myanmar                          | Myanmar (Birmània)                          | Kaba Ma Kyei | Escoltar                                                                                      |
| N                                |                                             | |                                                                                               |
| Namíbia                          | Namíbia                                     | Namibia, Land of the Brave (Namíbia, Terra de valents)                                                                 | Escoltar                                                                                      |
| Nauru                            | Nauru                                       | Nauru Bwiema (Nauru, La nostra pàtria)                                                                                 | Escoltar Arxivat 2007-09-27 a Wayback Machine.                                                |
| Navarra                          | Navarra                                     | Himne de Navarra | Escoltar                                                                                      |
| Nepal                            | Nepal                                       | Sayaun Thunga Phool Ga (Cents de flors)                                                                                | Escoltar                                                                                      |
| Nicaragua                        | Nicaragua                                   | Salve a ti, Nicaragua                                                                                                  | Escoltar                                                                                      |
| Níger                            | Níger                                       | La Nigerienne | Escoltar Arxivat 2007-09-27 a Wayback Machine.                                                |
| Nigèria                          | Nigèria                                     | Arise O Compatriots, Nigeria's Call Obey                                                                               | Escoltar                                                                                      |
| Niue                             | Niue                                        | Ko e Iki he Lagi | Escoltar Arxivat 2007-09-27 a Wayback Machine.                                                |
| Noruega                          | Noruega                                     | Ja, vi elsker dette landet [Civil] (Si, Nosaltres estimem aquesta terra) Kongesangen [Reial]                           | Escoltar Arxivat 2007-02-23 a Wayback Machine.                                                |
| Nova Zelanda                     | Nova Zelanda                                | God Defend New Zealand (Déu defensa Nova Zelanda) God Save the King (Déu protegeixi el Rei)                            | Escoltar Arxivat 2007-02-25 a Wayback Machine. Escoltar Arxivat 2007-02-25 a Wayback Machine. |
| O                                |                                             | |                                                                                               |
| Oman                             | Oman                                        | Ya Rabbana Ehfid Lana Jalalat Al Sultan                                                                                | Escoltar                                                                                      |
| P                                |                                             | |                                                                                               |
| País Basc                        | País Basc                                   | Eusko Abendaren Ereserkia (Himne de la Pàtria Basca)                                                                   | Escoltar                                                                                      |
| País Valencià                    | País Valencià                               | Himne de València [Oficial] La Muixeranga [Tradicional]                                                                | Escoltar                                                                                      |
| Països Baixos                    | Països Baixos                               | Het Wilhelmus (El Guillem)                                                                                             | Escoltar                                                                                      |
| Pakistan                         | Pakistan                                    | Pāk sarzamīn shād bād (Beneïda sigui la terra sagrada)                                                                 | Escoltar                                                                                      |
| República de Palau               | Palau                                       | Belau rekid (El nostre Palau)                                                                                          | Escoltar                                                                                      |
| Palestina                        | Palestina                                   | Biladi | Escoltar                                                                                      |
| Panamà                           | Panamà                                      | Himno Istmeño | Escoltar                                                                                      |
| Papua-Nova Guinea                | Papua Nova Guinea                           | O Arise, All You Sons                                                                                                  | Escoltar                                                                                      |
| Paraguai                         | Paraguai                                    | Paraguayos, República o Muerte (Paraguaians, República o Mort)                                                         | Escoltar                                                                                      |
| Perú                             | Perú                                        | Somos libres, seámoslo siempre (Som lliures, siguem-ne sempre)                                                         | Escoltar                                                                                      |
| Polònia                          | Polònia                                     | Mazurek Dąbrowskiego                                                                                                   | Escoltar                                                                                      |
| Polinèsia francesa               | Polinèsia Francesa                          | 'Ia Ora 'O Tahiti Nui (Llarga vida al Gran Tahití)                                                                     |                                                                                               |
| Portugal                         | Portugal                                    | A Portuguesa (La Portuguesa)                                                                                           | Escoltar                                                                                      |
| Puerto Rico                      | Puerto Rico                                 | La Borinqueña | Escoltar                                                                                      |
| Q                                |                                             | |                                                                                               |
| Qatar                            | Qatar                                       | As Salam al Amiri | Escoltar                                                                                      |
| R                                |                                             | |                                                                                               |
| Regne Unit                       | Regne Unit                                  | God Save the King (Deu protegeixi el Rei)                                                                              | Escoltar                                                                                      |
| República Centreafricana         | República Centreafricana                    | La Renaissance (La Renaixença)                                                                                         | Escoltar                                                                                      |
| Irlanda                          | República d'Irlanda                         | Amhrán na bhFiann (La cançó del soldat)                                                                                | Escoltar                                                                                      |
| República de Guinea              | República de Guinea                         | Liberté (Llibertat) | Escoltar                                                                                      |
| Moldàvia                         | República de Moldàvia                       | Limba Noastra (La nostra Llengua)                                                                                      | Escoltar                                                                                      |
| República Democràtica d'Alemanya | República Democràtica Alemanya              | Auferstanden aus Ruinen (Renaixent de les Ruïnes)                                                                      | Escoltar Arxivat 2006-06-15 a Wayback Machine.                                                |
| República del Congo              | República Democràtica del Congo             | Debout Congolais (Ressorgiment dels Congolesos)                                                                        | Escoltar Arxivat 2007-02-06 a Wayback Machine.                                                |
| República Dominicana             | República Dominicana                        | Quisqueyanos valientes (Fills Valents de Quisqueya)                                                                    | Escoltar                                                                                      |
| Belarús                          | República Nacional Belarussa                | Vajacki mars | Escoltar                                                                                      |
| Xina                             | República Popular de la Xina                | Marxa dels voluntaris                                                                                                  | Escoltar                                                                                      |
| Sèrbia                           | República Sèrbia                            | Bože pravde (El Déu de la justícia)                                                                                    | Escoltar Arxivat 2007-09-27 a Wayback Machine.                                                |
| República Txeca                  | República Txeca                             | Kde domov můj? (On és la Meva Llar?)                                                                                   | Escoltar                                                                                      |
| Rhodèsia                         | Rhodèsia                                    | Rise O Voices of Rhodesia                                                                                              | Accedir                                                                                       |
| Romania                          | Romania                                     | Deşteaptă-te, române! (Desperta, Romania) Trei culori [Antic] (Tres Colors)                                            | Escoltar                                                                                      |
| Rússia                           | Rússia                                      | Himne de la Federació Russa La Cançó Patriòtica [Antic] Déu Protegeixi al Tsar [Antic]                                 | Escoltar                                                                                      |
| Ruanda                           | Ruanda                                      | Rwanda nziza (La nostra Rwanda)                                                                                        | Escoltar                                                                                      |
| S                                |                                             | |                                                                                               |
| Saint Kitts i Nevis              | Saint Kitts i Nevis                         | O Land of Beauty! (Oh! Terra de bellesa)                                                                               | Escoltar                                                                                      |
| Saint Lucia                      | Saint Lucia                                 | Sons and Daughters of St. Lucia (Fills i filles de Saint Lucia)                                                        |                                                                                               |
| Saint-Pierre i Miquelon          | Saint-Pierre i Miquelon                     | La Marseillaise (La Marsellesa)                                                                                        |                                                                                               |
| Saint Vincent i les Grenadines   | Saint Vincent i les Grenadines              | St Vincent Land So Beautiful (Saint Vincent, Terra tan bella)                                                          |                                                                                               |
| Samoa                            | Samoa                                       | The Banner of Freedom (La senyera de la llibertat)                                                                     |                                                                                               |
| Samoa Americana                  | Samoa Nord-americana                        | Amerika Samoa |                                                                                               |
| San Marino                       | San Marino                                  | Inno Nazionale della Repubblica (Himne Nacional de la República) Giubilanti d'amore fraterno [Fins a 1894]             |                                                                                               |
| São Tomé i Príncipe              | São Tomé i Príncipe                         | Independência total (Independència Total)                                                                              | Escoltar                                                                                      |
| Senegal                          | Senegal                                     | Pincez Tous vos Koras, Frappez les Balafons                                                                            | Escoltar                                                                                      |
| Sèrbia i Montenegro              | Sèrbia i Montenegro                         | Hej Sloveni (Ei! Eslaus!)                                                                                              |                                                                                               |
| Seychelles                       | Seychelles                                  | Koste Seselwa | Escoltar                                                                                      |
| Sierra Leone                     | Sierra Leone                                | High We Exalt Thee, Realm of the Free (Molt Vos Exaltem, Regne dels Lliures)                                           | Escoltar                                                                                      |
| Singapur                         | Singapur                                    | Majulah Singapura (Endavant Singapur)                                                                                  | Escoltar                                                                                      |
| Síria                            | Síria                                       | Homat el Diyar (Guardians de la pàtria)                                                                                | Escoltar                                                                                      |
| Síria                            | Sint Maarten                                | O sweet Saint-Martin's Land (Oh! Dolça terra de Sint Maarten)                                                          |                                                                                               |
| Somàlia                          | Somàlia                                     | Somaliyaay toosoo (Somàlia, Alçat!)                                                                                    |                                                                                               |
| Sri Lanka                        | Sri Lanka                                   | Sri Lanka Matha | Escoltar                                                                                      |
| Sud-àfrica                       | Sud-àfrica                                  | Nkosi Sikelel' i Afrika/Die Stem van Suid-Afrika (Déu beneeixi Àfrica/La crida de Sud-àfrica)                          | Escoltar                                                                                      |
| Sudan                            | Sudan                                       | Nahnu Djundulla Djundulwatan (Som l'exèrcit de Déu i del nostre país)                                                  | Escoltar                                                                                      |
| Sudan del Sud                    | Sudan del Sud                               | South Sudan Oyee! (Sudan del Sud, Hurra!)                                                                              |                                                                                               |
| Suècia                           | Suècia                                      | Du gamla, Du fria [Civil] Kungssången [Reial]                                                                          | Escoltar                                                                                      |
| Suïssa                           | Suïssa                                      | Swiss Psalm (Càntic Suís)                                                                                              | Escoltar                                                                                      |
| Surinam                          | Surinam                                     | God zij met ons Suriname (Déu està amb la nostra Surinam)                                                              |                                                                                               |
| Swazilàndia                      | Swazilàndia                                 | Nkulunkulu Mnikati wetibusiso temaSwati                                                                                | Escoltar                                                                                      |
| T                                |                                             | |                                                                                               |
| Tadjikistan                      | Tadjikistan                                 | Surudi Mil·li (Himne Nacional)                                                                                         |                                                                                               |
| Tailàndia                        | Tailàndia                                   | Phleng Chat [Civil] (Cançó Nacional) Phleng Sansoen Phra Barami [Reial]                                                | Escoltar Arxivat 2007-02-25 a Wayback Machine. Escoltar Arxivat 2007-02-25 a Wayback Machine. |
| Tanzània                         | Tanzània                                    | Mungu ibariki Afrika (Déu beneeixi Àfrica)                                                                             | Escoltar                                                                                      |
| Tatarstan                        | Tatarstan                                   | Himne de la república de Tatarstan                                                                                     |                                                                                               |
| Terranova i Labrador             | Terranova i Labrador                        | Ode to Newfoundland (Oda a Terranova)                                                                                  |                                                                                               |
| Timor Oriental                   | Timor Oriental                              | Pátria (Pàtria) | Escoltar                                                                                      |
| Togo                             | Togo                                        | Salut à toi, pays de nos aïeux (Salut a tu, país dels nostres avantpassats)                                            | Escoltar                                                                                      |
| Tonga                            | Tonga                                       | Koe Fasi Oe Tui Oe Otu Tonga                                                                                           |                                                                                               |
| Transnístria                     | Transnístria                                | Himne de Transnístria                                                                                                  |                                                                                               |
| Trinitat i Tobago                | Trinitat i Tobago                           | Forged From The Love of Liberty (Forjat des de l'Amor per la Llibertat)                                                | Escoltar                                                                                      |
| Tunísia                          | Tunísia                                     | Himat Al Hima (Defensor de la Pàtria) Ala Khallidi [Antic]                                                             | Escoltar                                                                                      |
|                                  | Turkistan Oriental                          | Uygur March |                                                                                               |
| Turkmenistan                     | Turkmenistan                                | Himne Nacional del Turkmenistan Independent i Neutral                                                                  | Escoltar                                                                                      |
| Turquia                          | Turquia                                     | İstiklâl Marşı (La Marxa de la Independència)                                                                          | Escoltar                                                                                      |
| Tuvà                             | Tuvà                                        | Tooruktug Dolgaï Tangdym (El bosc és ple de pinyons)                                                                   |                                                                                               |
| Tuvalu                           | Tuvalu                                      | Tuvalu mo te Atua (Tuvalu del totpoderós)                                                                              |                                                                                               |
| Txad                             | Txad                                        | La Tchadienne |                                                                                               |
| U                                |                                             | |                                                                                               |
| Ucraïna                          | Ucraïna                                     | Shche ne vmerla Ukrainy (La glòria d'Ucraïna no pot pereixer)                                                          | Escoltar                                                                                      |
| Uganda                           | Uganda                                      | Oh Uganda, Land of Beauty (Oh! Uganda, Terra de bellesa)                                                               |                                                                                               |
| Uganda                           | Unió Africana                               | Let us all unite and celebrate together (Unim-nos i celebrem-ho plegats)                                               |                                                                                               |
| Unió Soviètica                   | Unió de Repúbliques Socialistes Soviètiques | Himne de la Unió Soviètica La Internacional                                                                            |                                                                                               |
| Unió Europea                     | Unió Europea                                | Ode "An die Freude" (Oda a l'Alegria)                                                                                  | Escoltar                                                                                      |
| Uruguai                          | Uruguai                                     | Orientales, la Patria o la tumba (Orientals, la pàtria o la tomba)                                                     | Escoltar Arxivat 2011-10-19 a Wayback Machine.                                                |
| Uzbekistan                       | Uzbekistan                                  | Himne Nacional de la República de l'Uzbekistan                                                                         | Escoltar                                                                                      |
| V                                |                                             | |                                                                                               |
| Valònia                          | Valònia                                     | Li Tchant des Walons (Cançó dels valons)                                                                               | Accedir                                                                                       |
| Vanuatu                          | Vanuatu                                     | Yumi, Yumi, Yumi (Nosaltres, Nosaltres, Nosaltres)                                                                     | Escoltar                                                                                      |
| Veneçuela                        | Veneçuela                                   | Gloria al Bravo Pueblo (Glòria al poble brau)                                                                          |                                                                                               |
| Vietnam                          | Vietnam                                     | Tien quan ca (Les tropes avancen)                                                                                      | Escoltar                                                                                      |
| X                                |                                             | |                                                                                               |
| Xile                             | Xile                                        | Himno Nacional de Chile (Himne Nacional de Xile)                                                                       | Escoltar                                                                                      |
| Xina                             | Xina                                        | Marxa dels voluntaris                                                                                                  | Escoltar Arxivat 2013-12-24 a Wayback Machine.                                                |
| Xina                             | Xina (Dinastia Qing)                        | Gong Jin'ou (La Copa d'Or Sòlid)                                                                                       | Escoltar Arxivat 2007-09-29 a Wayback Machine.                                                |
| Xipre                            | Xipre                                       | Ύμνος εις την Ελευθερίαν (Himne de la Llibertat)                                                                       | Escoltar                                                                                      |
| Z                                |                                             | |                                                                                               |
| Zàmbia                           | Zàmbia                                      | Stand and Sing of Zambia, Proud and Free (Alceu-vos i canteu de Zàmbia, Orgullosa i Lliure)                            | Escoltar Arxivat 2007-02-11 a Wayback Machine.                                                |
| Zimbabwe                         | Zimbabwe                                    | Kalibusiswe Ilizwe leZimbabwe (Beneïda sigui la terra de Zimbabwe) Ishe Komborera Africa [Antic] (Déu beneeixi Àfrica) | Escoltar Arxivat 2007-09-27 a Wayback Machine. Escoltar Arxivat 2006-10-13 a Wayback Machine. |